# Толстой Михайло Іванович
Миха́йло Іва́нович Толсто́й (3 березня 1928, Київ — 15 червня 2017, Київ) — український геолог, геофізик, педагог. Доктор геолого-мінералогічних наук, професор. Заслужений діяч науки і техніки України (2004).

## Біографічні відомості
Народився 3 березня 1928 року у м. Києві.
Доктор геолого-мінералогічних наук, професор, геолог-геофізик.
В 1952 р. закінчив Київський державний університет ім. Т. Г. Шевченка та аспірантуру при кафедрі геофізичних методів пошуків та розвідки корисних копалин (кафедра геофізики) вищезгаданого університету. Серед вчителів Михайла Толстого — професори Микола Балуховський, Борис Гаврусевич, Володимир Лучицький, Євген Бурксер тощо.
З 1956 року — начальник науково-дослідного сектора університету (1956—1964 рр.), доцент (1964—1971 рр.), професор (1971—1975 і 1981—2003 рр.), завідувач кафедри геофізичних методів пошуків корисних копалин (1975—1981 рр.), провідний науковий співробітник (з 2003 року).
Викладав курси:
- «Радіометричні і фізико-хімічні методи пошуків корисних копалин»,
- «Ядерна геофізика»,
- «Ядерна геологія»,
- «Геохімічні методи пошуків корисних копалин»,
- «Загальний курс розшукової геофізики»,
- «Основи наукових досліджень».

Помер на 90-му році життя 15 червня 2017 року.

## Наукові зацікавлення
Основні напрямки наукової діяльності: прикладна петрофізика і геохімія, ядерна геофізика.
У 1966 році заснував проблемну науково-дослідну лабораторію фізико-хімічних досліджень гірських порід, і став її науковим керівником. У 1991 році заснував і був науковим керівником науково-дослідного геоекологічного комплексу «Полісся».
Автор наукового відкриття.
Керував 6 державними міжвідомчими науковими програмами, 4 міжнародними темами (НДР, ЧССР, УНР).
Підготував 11 кандидатів наук.

## Громадська діяльність
Головний редактор наукового збірника Київського університету «Вопросы прикладной геохимии и петрофизики» (1973—1991 рр.); Голова спеціалізованої Ради геологічного факультету університету по захисту дисертацій (1975—1981 рр.); Голова секції геології НТР Мінвузу УРСР (1980—1991 рр.); Голова петрофізичної комісії АН СРСР (1983—1992 рр.).

## Праці
Надрукував близько 180 робіт. Серед них 9 монографій, 4 підручника.
Основні наукові видання: монографії
- «Геохімія, петрофізика і питання генезису найновіших вулканітів Радянських Карпат» (1976),
- «Петрофізика гранітоїдів Українського щита» (1987),
- «Петрогеохімія і петрофізика гранітоїдів Українського щита» (2003).

Підручники:
- «Основи геохімічних методів пошуків рудних рудовищ» (1976),
- «Основи геофізичних методів розвідки» (1985).

## Відзнаки і нагороди
Почесний професор Брненського університету ім. Піркіне, у 1988 році нагороджений медаллю «Заслужений робітник гірничої служби ЧССР», у 1987 році нагороджений дипломом і медаллю Мінвузу УРСР за найкращу наукову роботу, у 1998 році нагороджений знаком «Відмінник освіти України», у 1991 році обраний академіком Академії інженерних наук України, у 1999 році обраний заслуженим професором Київського університету імені Тараса Шевченка, у 2003 році Державною геологічною службою України йому присвоєно звання «Почесний розвідник надр».